# Martinius tellepontis
Martinius tellepontis is een keversoort uit de familie dwergpilkevers (Limnichidae). De wetenschappelijke naam van de soort werd in 1959 gepubliceerd door Theodore James Spilman.